# Šampioni Jugoslavije
Šampioni Jugoslavije è il primo EP del gruppo Kameleoni. L'album fu edito nel 1967 dall'etichetta Diskos di Aleksandrovac. Contiene la canzone »La felicita«, con la quale il gruppo nel 1966 vinse il šampionat vokalno-instrumentalna zasedba di Zagabria e la canzone »Sjaj izgubljene ljubavi«, con la quale si classificarono al primo posto al Festival vokalno-instrumentalnih zasedb dello stesso anno, sempre a Zagabria.

## Titoli
1. La felicita (Danilo Kocjančič/Vanja Valič) – 2:22
2. See See Rider (Dave Rowberry, arr.Kameleoni) – 3:58

1. Sjaj izgubljene ljubavi (Kocjančič, Tulio Furlanič/Valič) – 2:50
2. Looking for Me (Kocjančič/Valič) – 3:02

## Formazione
- Danilo Kocjančič – chitarra, voce
- Tulio Furlanič – batteria, voce
- Marjan Malikovič – chitarra, voce
- Jadran Ogrin – basso, voce
- Vanja Valič – tastiere, voce